# Денеш Дибус
Денеш Дибус (мађ. Dibusz Dénes; Печуј, 16. новембар 1990) је мађарски професионални фудбалер који игра на позицији голмана, тренутно игра у НБ I за Ференцварош.

## Клубови

### Печуј
Из младог тима Мечек ФК из Печуја, прешао је у први тим 2008. године. Дебитовао је у НБ II лиги против резервног тима ЗТЕ-а (ЗТЕ II) 13. јуна 2009. У сезони 2009/10. био је на позајмици у ФК Барч, за који је одиграо 20 утакмица. У сезони 2010/11, иако је почео на клупи у првом колу, главни тренер Ласло Киш убрзо га је уврстио у стартну поставу у другом колу против Козармишлења. Од тог меча па надаље, био је стални чувар мреже, бранећи у преосталих 27 утакмица за ту сезону. Након што је тим освојио Западну групу НБ II, Дибус је ушао у сезону 2011/12. у НБ I лиги. Свој први меч у НБ I лиги одиграо је 16. јула 2011. против Халадаша из Сомбатхеља. Током јесењег дела сезоне, непрекидно је бранио за свој тим, чврстом игром потврђујући своју позицију као незаменљивог голмана.

### Ференцварош
Ференцварош га је потписао 2014. године.
Постао је голман број један за Томаса Дола и имао је много успеха, чиме је допринео трећем месту у првенству за Ференцварош. У сезони 2014/15. са зелено-белима је освојио мађарски куп и Лига куп, док је у сезони 2015-/16. сакупио све могуће домаће титуле (првенство, куп и суперкуп). Даље, био је свајач Купа у сезони 2016/17. У првенству 2017/18. бранио је на 32. утакмице и постао члан тима који је освојио друго место у прволигашком првенстви Мађарске. У шампионату 2018/19. бранио је на 32 меча и био кључни играч тима који је освојио шампионску титулу.
У лето 2019. играо је у свих шест мечева тима који се пласирао у групну фазу Лиге Европе и био један од најбољих у свом тиму, како тамо, тако и током квалификација. У јесењој половини лигашке сезоне 2019/20, постао је најбољи голман првенства на основу оцена спортских новина Немзети спорт.
У децембру 2020. завршио је на првом месту на ранг-листи на основу националног спортског рангирања, узимајући у обзир голмане и све играче. Био је био кључни играч за Ференцварош, када је екипа Фрадија стигла у групну фазу Лиге шампиона.
Дана 4. септембра 2022. у првенственом мечу против Ујпешта на стадиону Суса Ференц одиграо је своју улогу у историјској победи над Фрадијем од 6 : 0 уз спектакуларне одбране.

## Репрезентација
Прво га је позвао капитен репрезентације Атила Пинтер, али је дебитовао тек са Палом Дардајем. Први пут је за репрезентацију наступио 14. октобра 2014. против Фарских Острва. Учествовао је на Европском првенству у фудбалу 2016. Такође је био члан екипе од 26 играча која је учествовала на Европском првенству одржаном пет година касније.  На том турниру је све утакмице одседео на клупи, Петер Гулачи је у сва три сусрета бранио гол мађарске екипе. После повреде Петера Гулачија у октобру 2022. године, постао је голман број један националног тима.

## Достигнућа
Мечек Печуј
- Друга лига Мађарске у фудбалу
  - шампион: 2011.

 Ференцварош
- Прва лига Мађарске у фудбалу
  - шампион (6(:2015/16, 2018/19,[19], 2019/20,[20] 2020/21,[21] 2021/22,[22][23] 2022/23[24]
- Куп Мађарске у фудбалу
  - победник (4): 2014/15, 2015/16, 2016/17, 2021/22[25]
- Лига куп Мађарске у фудбалу
  - победник (1): 2015,
- Суперкуп Мађарске у фудбалу
  - победник (2): 2015, 2016.[26]

 Репрезентација Мађарске
- Европско првенство у фудбалу:
  - осмина финала: 2016